# ولاية سيخية
الولاية السيخية (بالإنجليزية: Sikh state): هي كيان سياسي يحكمه السيخ. كانت هناك ولايات وإمبراطوريات وسلالات سيخية متنوعة، بدءًا من أول ولاية سيخية أسسها باندا سينغ بهادور إلى الولايات الأميرية؛ التي يحكمها السيخ في الهند البريطانية.